# Liste der Biografien/Wab
Liste der Biografien |
Portal Biografien |
Personensuche
# |
A |
B |
C |
D |
E |
F |
G |
H |
I |
J |
K |
L |
M |
N |
O |
P |
Q |
R |
S |
T |
U |
V |
W |
X |
Y |
Z |
?
 
Wa |
Wc |
Wd |
We |
Wh |
Wi |
Wj |
Wl |
Wn |
Wo |
Wr |
Ws |
Wt |
Wu |
Ww |
Wy |
Wz
 
Waa |
Wab |
Wac |
Wad |
Wae |
Waf |
Wag |
Wah |
Wai |
Waj |
Wak |
Wal |
Wam |
Wan |
Wao |
Wap |
Waq |
War |
Was |
Wat |
Wau |
Wav |
Waw |
Wax |
Way |
Waz
Die Liste der Biografien führt alle Personen auf, die in der deutschsprachigen Wikipedia einen Artikel haben. Dieses ist eine Teilliste mit 35 Einträgen von Personen, deren Namen mit den Buchstaben „Wab“ beginnt.

## Wab

### Wabb
- Wabbel, Kurt (1901–1944), deutscher Gewerkschaftsfunktionär und Stadtverordneter der KPD
- Wabbel, Tobias Daniel (* 1973), deutscher Autor, Lektor und Übersetzer
- Wabbes, Jules (1919–1974), belgischer Industriedesigner

### Wabe
- Wabel, Beat (* 1967), Schweizer Radrennfahrer
- Wabel, Henry (1889–1981), Schweizer Maler, Zeichner und Kunstpädagoge
- Wabel, Johann (* 1904), deutscher Politiker (NSDAP) und Landrat
- Wabel, Thomas (* 1966), deutscher evangelisch-lutherischer Theologe und Hochschullehrer
- Waber, Bernhard Anton (1884–1945), deutscher General der Flieger im Zweiten Weltkrieg
- Waber, Christian (* 1948), Schweizer Politiker (EDU)Christian Waber (* 1948)

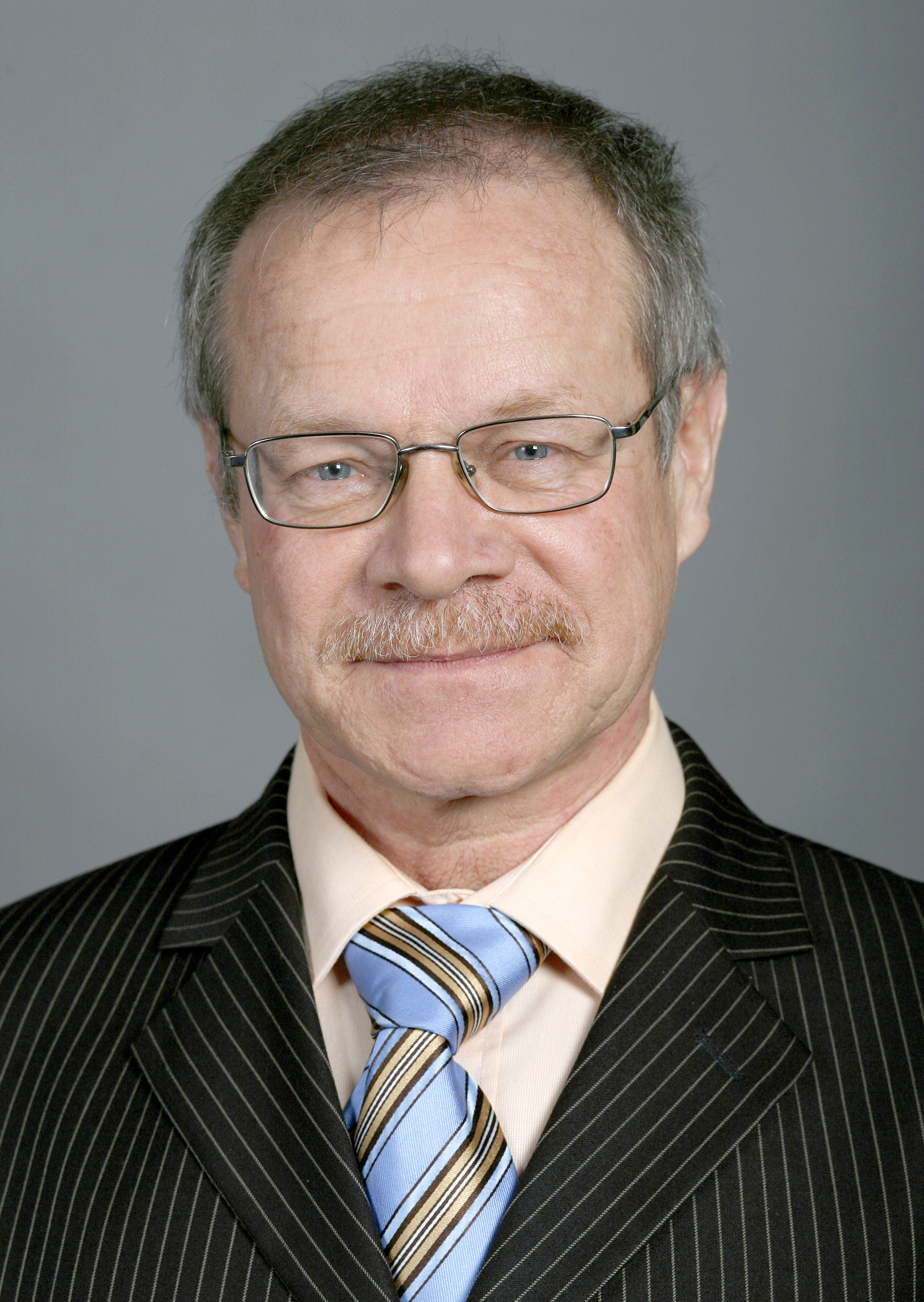
Christian Waber (* 1948)

- Wäber, Johannes (1499–1577), Schweizer Theologe
- Waber, Leopold (1875–1945), österreichischer Jurist und Politiker (GDVP), Landtagsabgeordneter
- Waber, Linde (* 1940), österreichische Graphikerin und Malerin
- Waberer, Dascha von (* 1966), deutsche Schauspielerin
- Waberer, Keto von (* 1942), deutsche Schriftstellerin und Architektin
- Waberi, Abdirizak (* 1966), schwedischer Politiker (Moderata-samlingspartiet), Mitglied des Riksdag
- Waberi, Abdourahman (* 1965), dschibutischer Schriftsteller
- Wabern, Petermann von, Schultheiss der Stadt Bern
- Wabersich, Rudolf (* 1927), deutscher DBD-Funktionär, MdV
- Waberski, Rainer (* 1943), deutscher Fußballspieler
- Waberzeck, Bruno (* 1897), deutscher Radrennfahrer

### Wabi
- Wabitsch, Elisabeth (* 1997), österreichische Schauspielerin

### Wabl
- Wabl, Andreas (* 1951), österreichischer Politiker (Grüne), Abgeordneter zum Nationalrat
- Wabl, Martin (* 1945), österreichischer Jurist und Politiker (SPÖ), Landtagsabgeordneter, Mitglied des Bundesrates

### Wabn
- Wabner, Dietrich (1935–2019), deutscher Chemiker und Aromatherapieforscher
- Wabnig, Lucas (* 1995), österreichischer Fußballspieler
- Wabnigg, Mona (* 1992), österreichische Rennrodlerin
- Wabnitz, Agnes (1841–1894), deutsche Frauenrechtlerin
- Wabnitz, Bernhard (* 1952), deutscher Journalist
- Wabnitz, Heinz-Bernd (* 1944), deutscher Staatsanwalt
- Wabnitz, Reinhard Joachim (* 1952), deutscher Rechtswissenschaftler

### Wabr
- Wabra, Ernst (1907–1970), deutscher Politiker (KPD, SED)
- Wabra, Klaus (* 1965), deutscher Fußballspieler
- Wabra, Roland (1935–1994), deutscher Fußballtorhüter
- Wabro, Gustav (1933–2018), deutscher Jurist und Politiker (CDU), MdL

### Wabu
- Waburg, Wiebke (* 1967), deutsche Pädagogin